# غليزا 876

Gliese 876

غليزا 876 نجم قزم أحمر يقع في كوكبة الدلو ويبعد عنا حوالي 15 سنة ضوئية ويعرف أيضا باسم روس 780 . وهو النجم الثالث من حيث القرب من الشمس من النجوم التي لديها نظام كوكبي حيث تم اكتشاف ثلاث كواكب تدور في مدار حولة. وهذا النجم خافت ولايمكن رؤيتة بالعين المجردة رغم قربة النسبي من النظام الشمسي ولا يمكن مشاهدتة الا من خلال المقراب.

## خصائص
كونه قزم أحمر فهو أصغر من الشمس : تشير التقديرات إلى أنه يملك 32٪ فقط من كتلها وأقل حرارة ونصف قطر . سطوعه يصل إلى 1.24٪ من شمسنا، على الرغم من هذا هو مصدر قوي للأشعة تحت الحمراء.
ومن الصعب تقدير عمر النجوم المعدنية الباردة بسبب تكوين جزيئات ثنائية الذرة في غلافها الجوي،فالعملية معقدة للغاية. استنادا إلى نماذج الطيف ، غليزا 876 يحتوي كمية قليلة من المعادن الثقيلة بالمقارنة مع الشمس (ما يقرب 75٪ من حديد الشمس) .اعتمادا على نموذج نظري لغلافه الوني، فمن الممكن أن النجم عمره بين 6520 إلى 9900 مليون سنة
مثل العديد من النجوم ذوي الكتل المنخفضة، جليسي 876 هو نجم متغير. وتصنف على أنه نجم متغير من نوع (BY Draconis) سطوعه متقلب ويتغير في القدر حوالي 0.04 ويعتقد أن التغير سببه بقع شمسية ضخمة متحركة على سطحه .

## كواكب

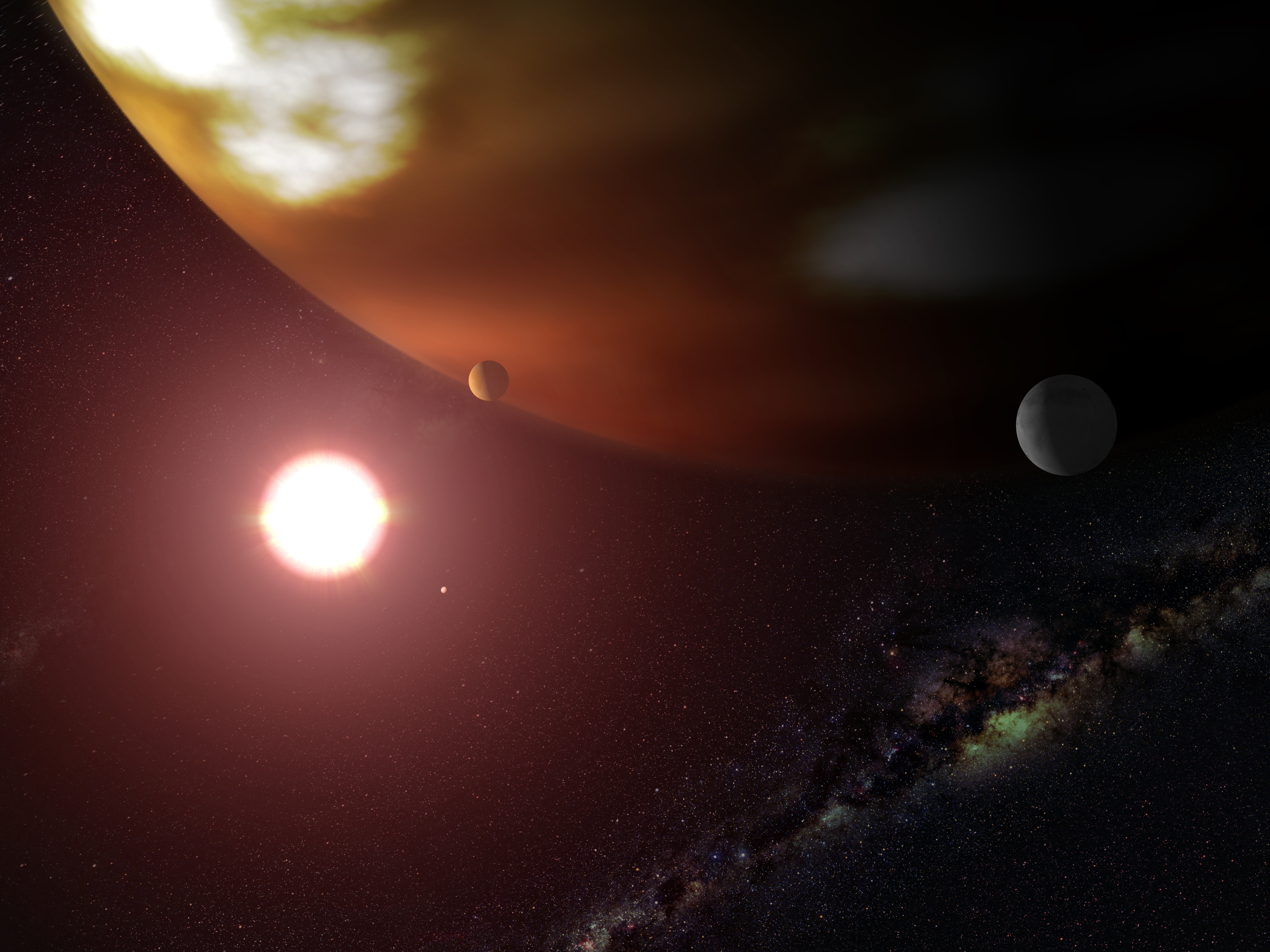
رسم فني عن الكواكب الغازية العملاقة التي تدور حول النجم البارد غليزا 876

مدارات كواكب غليزا 876

في سنة 1998 تم الإعلان عن اكتشاف كوكب يدور حول غليزا 876 ، وتم تسميته Gliese 876 b . جاء هذا الإعلان من قبل جيوفري مارسي (Geoffrey Marcy) وكزافييه ديلفوس (Xavier Delfosse) بعد معاينة من خلال قياس السرعة الشعاعية للنجم، الكوكب بكتلة تقارب ضعفي كتلة المشتري ، ويكمل مداره حول نجمه في حوالي 61 يوما على مسافة 0.208 وحدة فلكية .(نفس مسافة عطارد عن الشمس)
سنة 2001 اكتشف كوكب آخر له مدار داخلي مع كوكب Gliese 876 b ، الكوكب الجديد Gliese 876 c له 0.62 من كتلة كوكب المشتري،، يستغرق 30,340 يوما لإكمال دورته حول النجم.
وفي عام 2005، رصد كوكب Gliese 876 d الثالث داخل مدارات الكوكبين له كتلة صغيرة (5,88 مرة من كتلة الأرض) ويمكن أن يكون كوكب صخري. وبناء على قياسات السرعة الشعاعية والنموذج النظري للتفاعلات بين الكواكب العملاقة ، فإنه يقدر أن الميل المداري 50 درجة.
جليسي Gliese 876 e كتلته تعادل كوكب أورانوس ومداره يأخذ 124 يوما لكامل اكتشف الكوكب في عام 2010.
| رفيق (بترتيب النجوم)    | كتلة               | نصف محور (AU)           | الفترة المدارية (يوم) | انحراف            | ميلان | نق |
| ----------------------- | ------------------ | ----------------------- | --------------------- | ----------------- | ----- | -- |
| غلييز 876 دي            | 6.83 ± 0.40 م⊕     | 0.02080665 ± 0.00000015 | 1.937780 ± 0.000020   | 0.207 ± 0.055     | —     | —  |
| غليزا 876 (غير مؤكد)    | 0.025 ± 0.001 م    | —                       | 10.01 ± 0.02          | 0.09 ± 0.046      | —     | —  |
| Gliese 876 g (غير مؤكد) | 0.118 ± 0.002 م    | —                       | 15.04 ± 0.04          | —                 | —     | —  |
| غليس 876 سي             | 0.7142 ± 0.0039 مJ | 0.129590 ± 0.000024     | 30.0081 ± 0.0082      | 0.25591 ± 0.00093 | —     | —  |
| غليس 876 بي             | 2.2756 ± 0.0045 مJ | 0.208317 ± 0.000020     | 61.1166 ± 0.0086      | 0.0324 ± 0.0013   | —     | —  |
| غليس 876 إي             | 14.6 ± 1.7 م⊕      | 0.3343 ± 0.0013         | 124.26 ± 0.70         | 0.055 ± 0.012     | —     | —  |

## اقرأ أيضاً
- قزم أحمر
- قائمة أقرب النجوم إلينا